# Slaget vid Appomattox Court House
Slaget vid Appomattox Court House var det sista slaget av betydelse under det amerikanska inbördeskriget.

## Bakgrund
General Robert E. Lee var pressad eftersom general Ulysses S. Grant hade lyckats förstöra hans förråd med förnödenheter i Appomattox. Sista chansen var att ta sig till Lynchburg, där fler förnödenheter fanns. Mellan honom och Lynchburg fanns det dock nordstatskavalleri. Lee förstod att situationen skulle bli problematisk och började förhandla med Grant för få reda på vad villkoren för kapitulation skulle innebära. Lee skickade ett meddelande om att han inte ville kapitulera ännu. Han ansåg att det fanns en chans att fly om Grants infanteri inte skulle hinna mobiliseras. Lees trupper anföll men efter att ha stött på infanteri insåg Lee att hans ställning var hopplös och gick med på förhandlingar.

## Kapitulationen
Efter att ha blivit besegrad av general Ulysses S. Grant, kapitulerade general Robert E. Lee med hela sin sydstatsarmé den 9 april 1865 vid Appomattox Courthouse utanför nuvarande Appomattox. Grant och Lee hade under mexikanska kriget varit kolleger och hamnade därför i en ovan situation. Grant ställde generösa kapitulationsvillkor där Lees manskap och officerare inte gjordes till krigsfångar utan tilläts att återvända hem samt behålla hästar och annan egendom. Det enda han krävde var att de överlämnade sina vapen (Med ett undantag officerarna fick ha kvar sina sablar, då Grant inte ville förödmjuka Lee). Den 10 april avväpnades Lees armé på sammanlagt 27 805 män. Kapitulationen kom att leda till att striderna avtog och övriga konfedererade förband lade ner vapnen.